# ابنة الجنرال
كارا ميا (بالإنجليزية: The General's Daughter)‏ هي مسلسل تلفزيوني فلبيني تم بثه على أي بي إس-سي بي إن في عام 2019.

## روابط خارجية
- ابنة الجنرال على موقع IMDb (الإنجليزية)
- ابنة الجنرال على موقع كينوبويسك (الروسية)
- ابنة الجنرال على موقع قاعدة بيانات الفيلم (الإنجليزية)